# Зелене (Нестеровський район)
Зелене (рос. Зелёное) — селище Нестеровського району, Калінінградської області Росії. Входить до складу Ілюшинського сільського поселення.
Населення —  16 осіб (2015 рік). 

## Населення
1. Н/Д[1]